# Chính sách ngăn chặn
Chính sách ngăn chặn là một chiến lược quân sự để ngăn chặn sự mở rộng của quân thù. Tuy nhiên, nó được biết tới nhiều như là một chính sách của Hoa Kỳ và các đồng minh của nó trong thời kỳ chiến tranh lạnh để ngăn chặn sự mở rộng của các phong trào xã hội chủ nghĩa ở các nước trên thế giới.

## Bối cảnh
Ngay từ giai đoạn cuối cùng của thế chiến thứ hai, quan hệ giữa đồng minh phương Tây và Liên Xô đã có những căng thẳng về việc phát triển một trật tự hòa bình châu Âu. Hoa Kỳ và Vương quốc Anh dựa vào quyền tự chủ của các dân tộc. Liên Xô thì muốn phát triển một vùng ảnh hưởng với các nước vệ tinh xã hội chủ nghĩa. Cho tới cuối thập niên 1940, Liên Xô đã ủng hộ việc thành lập tại những nước ở Đông Âu sau thế chiến 2 như ở Ba Lan, Tiệp Khắc, Hungary và Bulgaria những chính phủ xã hội chủ nghĩa có quan điểm thân Liên Xô và chống phương Tây.
Vào tháng 2 năm 1946, khi bộ ngoại giao Hoa Kỳ hỏi George F. Kennan, lúc đó làm việc tại tòa đại sứ ở Moskva, tại sao người Nga lại chống đối lại việc thành lập World Bank và Quỹ Tiền tệ Quốc tế, Kennan nhân đó đã nêu nhận xét của cá nhân về chính sách đối ngoại của Liên Xô trong một điện tín dài:
- Người Liên Xô cảm thấy họ ở trong tình trạng chiến tranh liên tục với chủ nghĩa tư bản;
- Người Liên Xô sẽ sử dụng những người Marxists mà họ có thể điều khiển được ở thế giới tư bản như là đồng minh;
- Sự đối lập với phương Tây của Liên Xô không cùng quan điểm của dân tộc Nga hay với thực tế về kinh tế, mà là do truyền thống bài ngoại và ảo giác của Nga;
- Cấu trúc chính phủ của Liên Xô làm cản trở một quan điểm khách quan hay chính xác về thực tế bên trong và bên ngoài nước.

Bản tường trình này, mà đề nghị hạn chế ảnh hưởng của Liên Xô đã được đưa cho tổng thống Truman vào ngày 24 tháng 9 năm 1946.
Ngày 12 tháng 3 năm 1947 Tổng thống Harry S. Truman đã tuyên bố tích cực hỗ trợ các quốc gia chống lại những kế hoạch giành chính quyền của các phong trào cộng sản chủ nghĩa là chính sách chính thức của ngoại giao Hoa Kỳ được gọi là Chủ thuyết Truman.

## Thực hành
Một phần quan trọng của Chính sách ngăn chặn là Kế hoạch Marshall, với mục đích làm vững mạnh các nước Tây Âu và như vậy ngăn ngừa việc vận động người dân giành lấy chính quyền của những đảng phái chính trị có lập trường ủng hộ chủ nghĩa cộng sản ở Tây Âu. Cùng lúc Kế hoạch Marshall, Mỹ cũng theo đuổi việc lập liên minh quân sự lâu dài giữa các nước châu Âu. Cả việc thành lập khối NATO vào ngày 24 tháng 4 năm 1949 là một phần an ninh chính trị của chính sách ngăn chặn. Dựa vào học thuyết Truman, Hoa Kỳ đã ủng hộ phe bảo hoàng trong nội chiến Hy Lạp, tấn công Bắc Triều Tiên trong chiến tranh chống lại Bắc Triều Tiên, ủng hộ thực dân Pháp trong chiến tranh Đông Dương, và cho quân viễn chinh tham chiến trực tiếp trong chiến tranh Việt Nam.
Chính sách ngăn chặn về mặt kinh tế không chỉ được thực hiện ở châu Âu. Hoa Kỳ cũng thi hành chính sách này tại châu Á, tuy nhiên không được hiệu quả như ở châu Âu. Trong trường hợp Trung Quốc, cho dù có sự giúp đỡ của Hoa Kỳ, chế độ độc tài quân phiệt tham ô và chống cải tổ của Tưởng Giới Thạch cũng không thể đối đầu lại quân đội của Đảng cộng sản Trung Quốc.
Trường hợp của Việt Nam, Trung Quốc và chính sách đối ngoại của Hoa Kỳ ở các nước châu Mỹ Latin đã cho thấy, để ngăn chặn các phong trào cộng sản chủ nghĩa, Hoa Kỳ đã sẵn sàng ủng hộ các chế độ thực dân, độc tài hoặc quân phiệt.

## Đánh giá
Nhà lý luận chính trị Noam Chomsky lập luận rằng các phong trào cộng sản và xã hội chủ nghĩa trở thành phổ biến ở các nước nghèo bởi vì họ đã mang đến những cải thiện về sự bình đẳng, phúc lợi xã hội và kinh tế quốc gia tại những nước họ lên nắm quyền. Do đó, Mỹ đặt rất nhiều nỗ lực vào việc đàn áp các "phong trào nhân dân" ở Chile, Việt Nam, Nicaragua, Lào, Grenada, El Salvador, Guatemala... bởi Mỹ lo ngại với lập luận "Nếu tại một đất nước nhỏ bé và nghèo nàn như Grenada, phong trào cộng sản có thể thành công trong việc mang về một cuộc sống tốt hơn cho người dân, một số nước khác sẽ tự hỏi: Tại sao chúng ta lại không thể?" Nếu không dập tắt ngay các phong trào này, thì các nước khác cũng sẽ học theo và nổi dậy chống lại Mỹ, khi đó quyền lực của nước Mỹ trên thế giới sẽ suy yếu nghiêm trọng. Chomsky đề cập đến điều này như các "mối đe dọa của một ví dụ tốt."
Theo tiến sĩ Daniel Ellsberg, sĩ quan Lầu Năm Góc và từng là cố vấn Bộ Quốc phòng Hoa Kỳ, thì nguyên nhân sâu xa của việc Mỹ tham chiến ở Việt Nam là để điều khiển và kiểm soát thị trường kinh tế, nhân lực, sức lao động và tài nguyên ở vùng Đông Nam Á Sử gia Jonathan Neale cũng đồng ý lập luận này và cho rằng chính sách chống Cộng của chính phủ Mỹ thực chất chỉ là chiêu bài để phục vụ cho quyền lợi của những tập đoàn tư bản Mỹ.